# 沈沒之島
《沈沒之島》（英文：Taivalu）是由龍男·以撒克·凡亞思監製，黃信堯導演、攝影的紀錄片，榮獲2011年台北電影節最佳紀錄片，以及電影節的百萬首獎。
此片紀錄太平洋上的小島國吐瓦魯，一個被聯合國宣告在不久的將來，會因全球暖化而第一個消失的國家；吐瓦魯雖國土面積不大，人口數量亦遠不及臺灣，然而卻有與眾國不同的經歷和未來。此片對比友邦吐瓦魯與臺灣，兩個地方在全球環境變遷、海平面上漲之下的影響。
“本來要拍沉沒之島，現在卻變成ㄕㄣˇㄇㄟˊ之島。”導演黃信堯說明，「沈沒」二字是由「沉沒」兩字變形而來，「沈」和「沉」在繁體裡是同一個字，代表換一個角度、換一種思維，在這部新的紀錄片裡佔有極其重要的地位。

## 參展紀錄
- 2012年台灣國際紀錄片雙年展「台灣映像」影片入選
- 2012年北京獨立影像展
- 2011年台北電影節最佳紀錄片、百萬首獎得主
- 2011年台灣國際民族誌影展
- 2011年杭州亞洲青年影展
- 2011年美國舊金山台灣電影節
- 2011年高雄電影節
- 2010年金馬國際影展
- 2010年南方影展

## 外部連結
- 互联网电影数据库（IMDb）上《沈沒之島》的资料（英文）
- 爛番茄上《沈沒之島》的資料（英文）
- 開眼電影網上《沈沒之島》的資料（繁體中文）
- 豆瓣电影上《沈沒之島》的資料 （简体中文）